# Me Voy (canção de Jesse & Joy)
"Me Voy" é uma música de pop latino escrita pela dupla de irmãos mexicanos Jesse & Joy. A música está incluída no terceiro álbum de estúdio da dupla, ¿Con Quién Se Queda El Perro? (2011) e foi lançada como o primeiro single em 5 de setembro de 2011 através do iTunes.

## Videoclipe
Foram feitas duas versões para o videoclipe da música. A primeira versão foi chamada de "Me Voy - Versión Fans" onde participaram aqueles fãs que haviam sido selecionados previamente em um concurso realizado pelo YouTube. O vídeo foi lançado igualmente no dia 5 de setembro de 2011 juntamente com o lançamento do single para download digital.
A segunda versão do vídeo foi a oficial, sendo gravada utilizando a técnica de stop motion e lançada no YouTube em 11 de outubro de 2011. Dirigido por Carlos López Estrada, foi premiado com o Grammy Latino de Melhor Vídeo Musical em 2012.

## Faixas
| Download Digital |          |         |  |
| N.º              | Título   | Duração |  |
| 1.               | "Me Voy" | 3:40    |  |

## Paradas
Poucos dias após ser lançada, a música alcançou a primeira posição na lista do iTunes do México.
| Paradas (2010)  | Melhor posição |
| --------------- | -------------- |
| México (iTunes) | 1              |

## Promoções
Para promover a música, foi criada uma grande campanha através do YouTube onde um grande número de artistas entre cantores, atores e apresentadores gravaram um vídeo cantando o refrão da música (que foi o único fragmento do single que os cantores disseram conhecer antes do lançamento oficial). 
Foram mais de quarenta famosos do México e de outros países que emprestaram sua voz para publicar e promover a música, entre os quais se destacam: Camila, Fonseca, Reik, Aleks Syntek, Noel Schajris, Ha*Ash, Mijares, Pambo, Gian Marco, Sergio Vallín de Maná, Denisse Guerrero de Belanova, Bryan Amadeus de Moderatto, Paty Cantú, Christian Chávez e Jaime Camil.
O Twitter e o Facebook serviram como via para comunicar aos fãs sobre os vídeos que íam se acumulando continuamente.